# Wilhelm Schupp (Politiker)
Wilhelm Karl August Schupp (* 8. Januar 1828 in Obergimpern; † 30. Juli 1909 in Karlsruhe) war ein deutscher Verwaltungs- und Ministerialbeamter sowie Parlamentarier.

## Leben
Wilhelm Schupp, Sohn des Rentamtmanns Johann Schupp, besuchte das Lyzeum in Heidelberg. Anschließend studierte er von 1846 bis 1850 Rechtswissenschaften an der Ruprecht-Karls-Universität Heidelberg. 1848 wurde er Mitglied des Corps Suevia Heidelberg. Während des Studiums leistete er 1849 seinen Militärdienst. 1851 wurde er Rechtspraktikant und 1854 Referendär. Danach folgten Stationen als Gehilfe beim Bezirksamt Stühlingen, beim Hofgericht Freiburg, beim Amtsgericht Säckingen, beim Bezirksamt Emmendingen und zuletzt beim Bezirksamt Kenzingen. 1860 wurde er zum Amtsrichter beim Amtsgericht Villingen ernannt. 1862 wechselte er als Amtmann und Amtsvorstand zum Bezirksamt Neckarbischofsheim. 1864 kam er als Amtsvorstand zum Bezirksamt Wolfach, wo er 1865 zum Oberamtmann befördert wurde. 1869 wurde er Amtsvorstand des Bezirksamts Lörrach. 1872 wurde er als Ministerialrat Leiter des Referats für Landwirtschaft im badischen Handelsministerium. 1874 wurde er Leiter des Eisenbahnreferats und der Betriebsabteilung der Generaldirektion der badischen Staatseisenbahnen, deren Betriebsdirektor er 1876 wurde. 1888 wurde er zum Geheimen Rat 3. Klasse und 1896 2. Klasse ernannt. 1898 wurde er pensioniert.
Von 1867 bis 1870 war Schupp als Mitglied der Nationalliberalen Partei Abgeordneter des Wahlkreises 33 (Sinsheim und Orte des Amts Eppingen) zur Zweiten Kammer der Badischen Ständeversammlung. 1870 wurde er Kammersekretär und 1872 Vorsitzender der Ministerialkommission für Feldbereinigung.

## Auszeichnungen
- Ritterkreuz 1. Klasse des Ordens vom Zähringer Löwen, 1871
- Eichenlaub zum Ritterkreuz 1. Klasse des Ordens vom Zähringer Löwen, 1877
- Komturkreuz 2. Klasse des Ordens vom Zähringer Löwen, 1880
- Komturkreuz 1. Klasse des Ordens vom Zähringer Löwen, 1898
- Komturkreuz mit Stern des Franz-Joseph-Ordens, 1878
- Ritter II. Klasse des Verdienstordens vom Heiligen Michael, 1889
- Großoffizierskreuz des Sonnen- und Löwenordens